# Jeje-Nagô
Jeje-Nagô est le terme utilisé pour désigner la fusion des cultures Jejes (également appelées Fons, Ewes, Minas, Fantis, Axântis) et Nagôs (également appelées Yoruba), principalement dans les religions afro-brésiliennes où sont vénérés à la fois le vaudou et les orishas.
De nombreux peuples de culture yoruba amenés d'Afrique à Bahia reçurent le nom de « Nagôs », terme utilisé par les Français pour désigner les Africains de la côte des esclaves, qui parlaient la langue yoruba, tandis que les Jejes venaient du royaume du Dahomey.
Sur le plan religieux, les mythologies yoruba et jeje ont fusionné, c'est pourquoi il est difficile de les distinguer.
De nos jours, le Jeje-Nagô est largement pratiqué, notamment dans le Batuque (pt) de Rio Grande do Sul.